# Euphorbia oidorrhiza
Euphorbia oidorrhiza là một loài thực vật có hoa trong họ Đại kích. Loài này được Pojark. mô tả khoa học đầu tiên năm 1951.